# Grimkesee
Der Grimkesee ist ein eutroph eingestufter und flacher See südwestlich der Schweriner Innenstadt. Am Nordufer befindet sich eine Kleingartenanlage, an welche sich der „Alte Friedhof“ anschließt. Durch Einzäunungen und einen moorigen Erlenbruchwaldgürtel ist das Gewässer nur schwer zugänglich. Der Abfluss zieht sich zum Oberen Ostofer See. Der Grimkesee war bis in die 1960er Jahre in Privatbesitz und gehört heute zu den gesetzlich geschützten Biotopen.

## Flora und Fauna
Der Grimkesee besitzt eine ausgedehnte Verlandungszone, die mit Erlenbruchwald und Gebüschen bewachsen ist, an welche sich Feuchtwiesen auf basischen Niedermoortorfen anschließen. Im Gewässer kommen Unterwasserrasen, Seerosen, Röhrichte und Seggenrieder vor.
Im Bereich des Gewässers wurden insgesamt 299 Pflanzenarten, von denen sich 21 auf der Roten Liste des Landes befinden, acht Amphibienarten, Ringelnatter und Zauneidechse, 99 Vogelarten, darunter der Eisvogel, 22 Libellen- und 436 Schmetterlingsarten nachgewiesen.